# Pere Saplana
Pere Saplana (?, segle xiv) va ser un frare de l'ordre dels Orde dels Predicadors resident de Barcelona que destaca per la seva traducció al català De consolatione philosophiae de Boeci. Va fer una primera versió de la seva traducció de l'obra en llatí probablement entre 1358 i 1362, que anys més tard seria acurada per Antoni Ginebreda. La traducció original del frare Saplana, dirigida a l'infant Jaume de Mallorca no es conserva, tot i que, si que es conserva alguns fragments d'un manuscrit, actualment desaparegut, que Jaume Villanueva i Astengo va copiar de l'original durant el segle xix.